# Kalna (pagasts)
Kalna pagasts est une unité administrative de la municipalité de Jēkabpils située en Sémigalie, en Lettonie. Son centre administratif est le village de Vidsala.

## Histoire
Fondé après la liquidation des paroisses seigneuriales en raison de l'adoption de la loi sur le gouvernement local paroissial de 1866. En 1945, le conseil du village de Kalna a été créé dans la paroisse de Birži, district de Jēkabpils. En 1954, le village liquidé de Vidsala a été ajouté au village de Kalna dans le district de Jēkabpils, et en 1956, le territoire de la ferme collective Voroshilov dans le village d'Elkšņi a été ajouté. En 1977, une partie du territoire du village de Leimaņi a été ajoutée au village de Kalna, et une partie du village de Kalna a été ajoutée au village d'Ābeļi. En 1990, le village est réorganisé en paroisse. En 2009, Kalna pagasts est ajouté au territoire de la municipalité de Jēkabpils.

## Monuments et lieux touristiques
On trouve au sein de Kalna pagasts un parc paysager consacré à Aleksandrs Grīns.